# ليزلي هال بيندر
ليزلي هال بيندر (بالإنجليزية: Leslie Hall Pinder)‏ (1946)؛ محامية وروائية كندية.